# Национализация железных дорог
Национализация железных дорог — это акт передачи активов железнодорожного транспорта в государственную собственность. Несколько стран в разное время национализировали часть или всю свою железнодорожную систему.
Совсем недавно международная тенденция была направлена на приватизацию. В некоторых странах, в частности в Великобритании, возникающие проблемы с техническим обслуживанием путей привели к более сложному решению с национальным оператором железнодорожных перевозок, но с эксплуатацией частного подвижного состава.
Национальные особенности влияли на организации, которые разрабатывали и строили железные дороги. Некоторые железные дороги всегда находились под непосредственным государственным управлением, некоторые были запланированы государством, но работали в частном порядке (как во Франции, другие были полностью частными предприятиями с государственным регулированием (как в Великобритании, Ирландии и Испании). Поэтому национализация была более смелым шагом в одних странах, чем в других. Хотя идеология сыграла свою роль, также необходима систематическая реконструкция жизненно важной инфраструктуры, разрушенной войной, часто после периода государственного контроля над частными компаниями, начатого во время конфликта.

## Россия
Железные дороги в Российской империи строили как государство, так и частные компании. После коммунистической революции вся железнодорожная система была передана под контроль государства и осталась таковой после падения коммунистического правления. В настоящее время государственная компания РЖД является монополистом в этой сфере перевозок.

## Аргентина
Аргентинские железные дороги развивались с участием британских, аргентинских и французских частных капиталов и были национализированы государством в 1948 году во время первого срока полномочий президента Хуана Перона и объединены с существующими государственными железными дорогами. В 1990-х годах, после неолиберальных реформ Карлоса Менема, дороги были сданы в концессию. После ряда громких аварий и серьезного ухудшения качества услуг, находящихся в процессе приватизации, к 2015 году большинство железнодорожных линий вернулось под государственный контроль, что фактически привело к их повторной национализации.

## Канада
В Канаде правительство взяло под свой контроль несколько железных дорог, которые обанкротились после Первой мировой войны, включая Северную канадскую железную дорогу, Тихоокеанскую железную дорогу Гранд-Магистраль и Железную дорогу Гранд-Магистраль. 20 декабря 1918 года федеральное правительство создало Канадские национальные железные дороги (CNR) и передало компании, которым ранее принадлежала инфраструктура под контроль CNR. Канадская национальная железная дорога была приватизирована в 1995 году.

## Франция
В 1878 году французское правительство взяло на себя десять небольших провальных железнодорожных компаний и основало Chemin de fer de l'État . Компания поглотила Chemins de Fer de l’Ouest в 1908 году. В 1938 году французское государство перешло во владение 51 % вновь образованного объединения SNCF пяти основных железных дорог Франции (100 % в 1982 году).

## Германия
Самые ранние железные дороги в немецких государствах часто управлялись частными предпринимателями. Начиная с 1879 года прусское правительство национализировало основные железные дороги. После Первой мировой войны немецкий рейх взял под государственный контроль железные дороги Пруссии, Баварии, Саксонии, Вюртемберга, Бадена, Мекленбурга-Шверина, Гессена и Ольденбурга . Отдельные железные дороги были объединены в Deutsche Reichsbahn-Gesellschaft в феврале 1924 года. DRG была крупнейшей публичной компанией в мире, когда нацисты приватизировали ее в 1937 году. В преддверии и во время Второй мировой войны ДР ассимилировала большое количество железнодорожных компаний на оккупированных Германией территориях, а также несколько небольших, ранее принадлежавших частному владению линий в Германии.
После Второй мировой войны, находясь под управлением союзников между 1945 и 1949 годами, ДР была разделена на Немецкий Бундесбан и Немецкий Рейхсбан ГДР, оба принадлежащие государству. Частные железные дороги продолжали существовать в западногерманской области БД, но БД и ДР составляли бо́льшую часть железнодорожных перевозок в послевоенной Германии. После воссоединения Германии DB и DR стали Deutsche Bahn AG в 1994 году.
Хотя DB AG является публичной компанией с ограниченной ответственностью, все ее акции в настоящее время принадлежат правительству Федеративной Республики Германии. DB AG в настоящее время сталкивается с жесткой конкуренцией в секторе грузовых перевозок и пассажирских перевозок на короткие расстояния (последний из которых подлежит франчайзингу), хотя они по-прежнему имеют квазимонополию в секторе пассажирских перевозок на дальние расстояния (который не получает субсидий), который начал рушиться до тех пор, пока открытие рынка междугородних автобусов не разрушило экономическое обоснование любой конкуренции. Первоначально запланированное на 2008 год IPO было отложено на неопределенный срок и в настоящее время не входит в повестку дня какой-либо крупной политической партии.

## Индия
Индийские железные дороги находятся в государственной собственности с 1951 года.

## Ирландия
В Ирландии Córas Iompair Éireann был образован в результате слияния Великих южных железных дорог с Дублинской объединенной транспортной компанией 1 января 1945 года. Первоначально частная компания с ограниченной ответственностью CIÉ была национализирована в 1950 году. Последняя частная железнодорожная компания, находящаяся в частной собственности на острове, Великая северная железная дорога, была национализирована под совместным контролем правительств Ирландии и Северной Ирландии в 1953 году. Он был ликвидирован в 1958 году, и его активы распределились между CIÉ и UTA.

## Италия
После объединения итальянское правительство поручило железные дороги пяти региональным концессионерам. Соглашение не сработало, и задолго до истечения срока его действия железные дороги были национализированы в 1905 году. Национализированный оператор известен как Ferrovie dello Stato . Италия имеет высокоскоростного железнодорожного оператора открытого доступа, конкурирующего с национальной железной дорогой; Nuovo Trasporto Viaggiatori, часть которого принадлежит SNCF и частным инвесторам.

## Япония
В Японии Закон о национализации железных дорог 1906 года установил общественный контроль над большинством частных железнодорожных линий страны. С 1906 по 1907 год 4525 км пути были приобретены у семнадцати частных железнодорожных компаний. Национальная сеть железных дорог выросла до 4400 миль (7100 км) , и частные железные дороги были переданы для предоставления местных и региональных услуг. В 1980-х годах начался процесс приватизации Японских национальных железных дорог, который не был полностью завершен.

## Испания
После многих лет снижения прибыльности национальная железнодорожная сеть была разрушена гражданской войной в Испании В 1941 году железные дороги широкой колеи были национализированы, как RENFE . Железные дороги узкой колеи были также позже национализированы; с тех пор некоторые из них были переданы автономным региональным органам власти в пределах одного региона. Высокоскоростные линии стандартной ширины были построены как государственные с самого начала.

## Великобритания

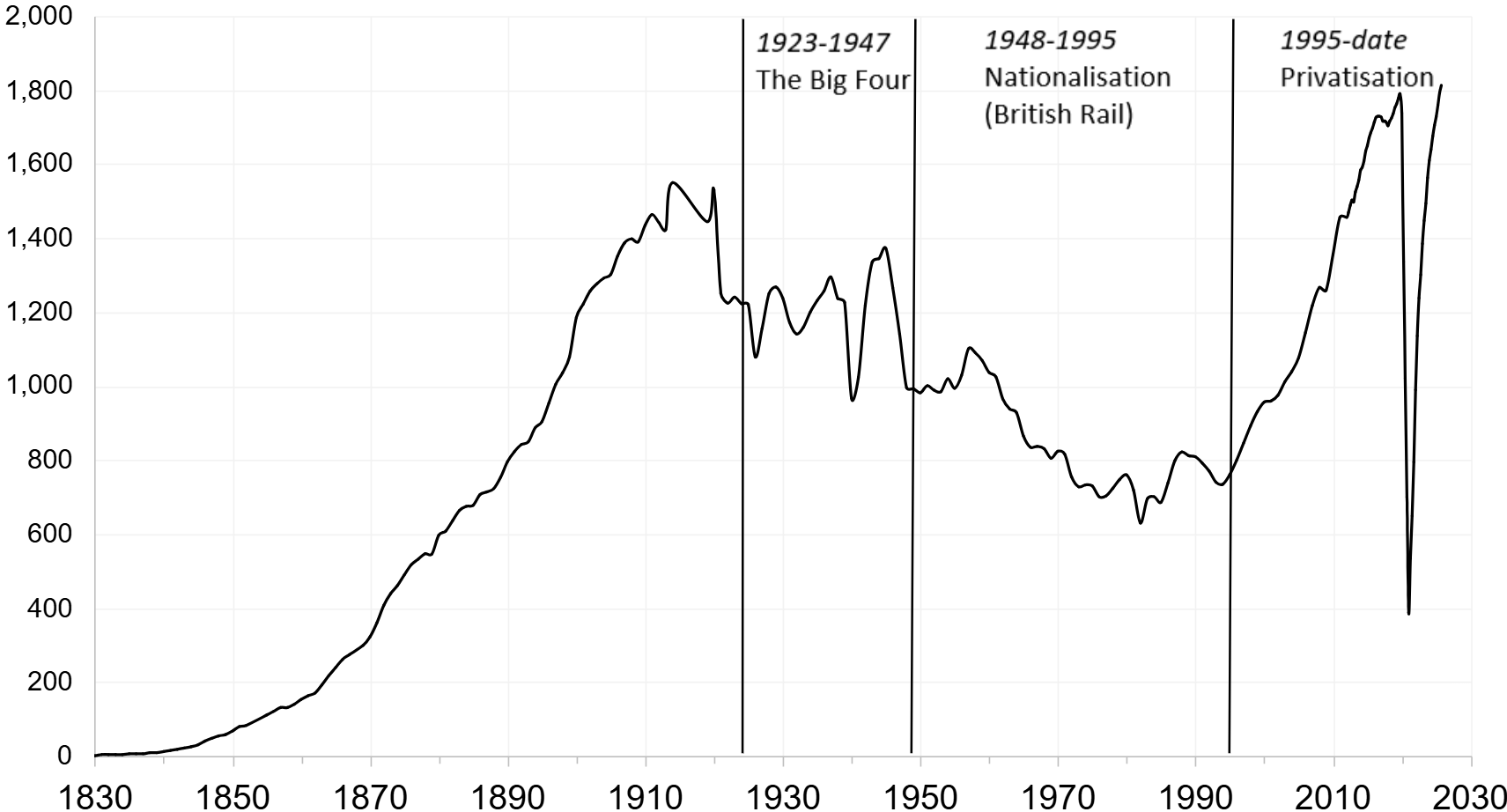
Пассажирские перевозки в Великобритании с 1829—2019 гг.

В 1914 году железные дороги были переданы под контроль правительства в связи с Первой мировой войной, но были возвращены первоначальным владельцам в 1921 году, через три года после окончания войны. Однако в том же году правительство приняло Закон о железных дорогах 1921 года. Он заставил 120 действующих железнодорожных компаний объединиться в четыре. Эта группировка официально состоялась 1 января 1923 года. Во время Второй мировой войны железные дороги снова были взяты под контроль государства. Они были сильно повреждены вражескими атаками. После войны Закон о транспорте 1947 года предусматривал национализацию четырех основных железных дорог. 1 января 1948 года железные дороги были национализированы, и были созданы Британские железные дороги под общим руководством Британской транспортной комиссии, позднее — Совета британских железных дорог.

### Приватизация
British Rail была приватизирована в период с 1994 по 1997 год, в результате чего ряду операторов частного сектора была передана ответственность за предоставление услуг по контракту. В общей сложности более 100 компаний контролировали British Rail. В 2001 году компания Railtrack обанкротилась; она была преобразована и переименована в Network Rail, частную компанию, не имеющую законного владельца, но фактически контролируемую государством посредством своего устава и финансирования. Правительство Соединенного Королевства продолжает инвестировать в железные дороги, финансируя, например, приобретение некоторого подвижного состава InterCity .
Положительное влияние приватизации оспаривается: количество пассажиров увеличилось более чем вдвое (см. График), а рост удовлетворенности клиентов гасится опасениями по поводу больших железнодорожных субсидий и критикой того факта, что большая часть системы теперь передана дочерним компаниям по контрактам, принадлежащим государственным железным дорогам Франции, Германии и Нидерландов.
Только 20 % южных поездов прибывали вовремя в год с апреля 2015 года по март 2016 года, и продолжался спор по поводу поездов, управляемых только машинистами. В июне 2016 года среди критики качества своих услуг Go-Ahead предупредила о более низкой, чем ожидалось, прибыли от франшиз Govia Thameslink Railway, что привело к падению цены акций Go-Ahead на 18 %.

### Северная Ирландия
Железные дороги в Северной Ирландии были национализированы в 1940-х годах Управлением транспорта Ольстера (UTA). Бывшие линии LMS, управляемые Комитетом северных округов, национализированные правительством Вестминстера, были проданы UTA Британской транспортной комиссией в 1949 году. В отличие от British Rail, железные дороги Северной Ирландии остаются в собственности государства.

## США
После того, как Соединенные Штаты вступили в Первую мировую войну в 1917 году, железные дороги страны оказались неподходящими для обеспечения военных поставок страны. 26 декабря 1917 года президент США Вудро Вильсон национализировал большинство американских железных дорог в соответствии с Законом о федеральном владении и контроле, создав Администрацию железных дорог США (USRA).
28 декабря 1917 года страна взяла под свой контроль железные дороги и провела несколько реформ для повышения эффективности и сокращения затрат. В нем стандартизированы конструкции подвижного состава и паровозов. Война закончилась в 1918 году.
В марте 1920 года контроль над железными дорогами был возвращен их первоначальным владельцам. Грузовые перевозки и большая часть путей оставались частными, даже несмотря на то, что железные дороги были вынуждены реструктурировать из-за изменения рынка в послевоенные годы.
Из-за изменений в транспорте после строительства системы межштатных автомагистралей в послевоенные годы и перехода на грузовые перевозки, железные дороги в конце 20 века подверглись широкомасштабной реструктуризации и сокращению. Пассажиропоток особенно снизился, поскольку все больше семей использовали частные автомобили. При президенте Ричарде Никсоне была создана компания Amtrak, чтобы попытаться продолжить пассажирские перевозки с использованием существующих путей. Она была субсидирована для продолжения обслуживания некоторых районов, в которых не было альтернативного транспорта, а также для разгрузки перегруженных дорог в более плотных районах, например, в Северо-восточном коридоре. Впоследствии Amtrak купила некоторую часть путей у обанкротившихся железных дорог и Conrail.